# کافرگنبد

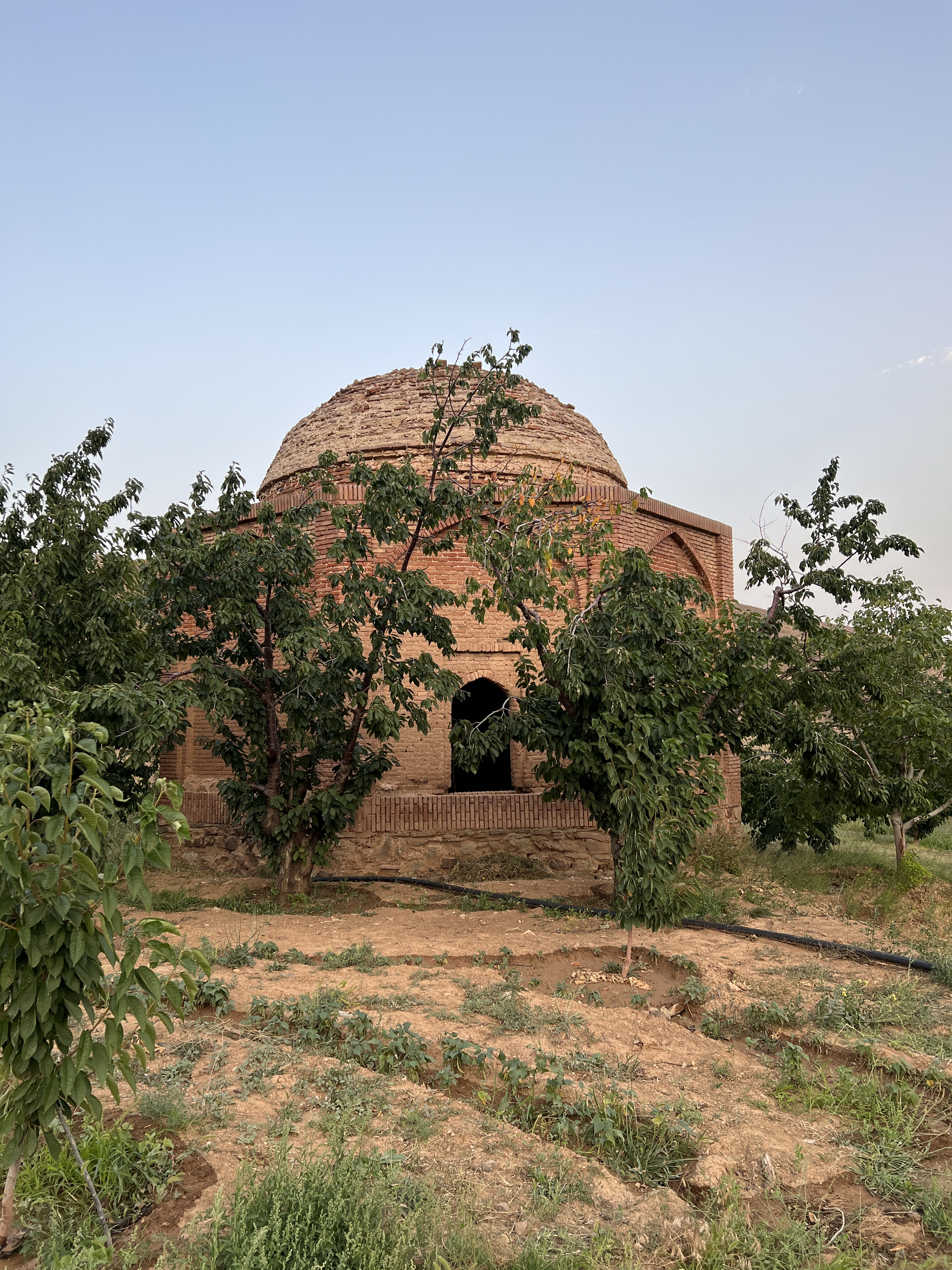
کافر گنبد

بنای کافر گنبد مربوط به سدهٔ ۶ و ۷ ه.ق است و در ایران، شهرستان قزوین، روستای اَلولک واقع شده و این اثر در تاریخ ۲۵ اسفند ۱۳۸۰ با شمارهٔ ثبت ۵۴۸۷ به‌عنوان یکی از آثار ملی ایران به ثبت رسیده است.